# 11 Brygada Kawalerii (austro-węgierska)
11 Brygada Kawalerii (11. Kavalleriebrigade) – brygada kawalerii cesarskiej i królewskiej Armii.

## Historia brygady
11 Brygada Kawalerii wchodziła w skład Dywizji Kawalerii Kraków, która w 1912 roku została przemianowana na 7 Dywizję Kawalerii.
W 1909 roku w skład brygady wchodził:
- Morawsko-Śląski Pułk Dragonów Nr 12 w Krakowie,
- Galicyjski Pułk Ułanów Nr 2 w Tarnowie i Bochni (2. dywizjon)[1].

W 1912 roku komenda brygady została przeniesiona z Tarnowa do garnizonu Kraków.
W latach 1910–1914 w skład brygady wchodził:
- Czeski Pułk Dragonów Nr 10 w Krakowie,
- Galicyjski Pułk Ułanów Nr 2 w Tarnowie i Bochni (2. dywizjon)[4][5][6][7].

## Komendanci brygady
- GM Josef Albert Freund von Arlhausen (1899 – 1900 → komendant 16 Brygady Kawalerii)
- GM Julius Longard von Longgarde (1900 – )
- GM Emil von Ziegler ( – 1911 → komendant 2 Dywizji Kawalerii)
- GM Edmund Zaremba (VI 1911 – 7 IV 1914 → komendant 4 Dywizji Kawalerii)
- płk Oskar Mold von Mollheim (1914)